# Клондајшка златна грозница
Клондајшка златна грозница  је била миграција око 100.000 копача у слив реке Клондајк у Јукону, у северозападној Канади, између 1896. и 1899. године. Злато су тамо открили локални рудари 16. августа 1896. године; када су вести следеће године стигле у Сијетл и Сан Франциско, изазвале су стампедо копача . Неки су се обогатили, али већина је отишла узалуд. Овековечено је у филмовима, литератури и фотографијама.
Да би дошли до златних поља, већина копача ишла је путем кроз луке Даја и Скагвеј, на југоисточној Аљасци. Овде су „Клондајкери“ могли да прате или стазе Чилкута или Белог пролаза до реке Јукон, и да плове до Клондајка. Канадске власти су захтевале од сваког од њих да понесе залихе хране за годину дана, како би спречиле гладовање. Све у свему, опрема Клондикерса је била тешка близу тоне, коју је већина носила сама, у фазама. Извршавање овог задатка, као и борба са планинским тереном и хладном климом, значило је да они који су устрајали нису стигли до лета 1898. Када су стигли, нашли су мало прилика, а многи су отишли разочарани.
Да би се угостили копачи, дуж рута су ницали велики градови . На крају њиховог путовања, основан је Досон Сити на ушћу река Клондајк и Јукон. Од 500 становника 1896. године, град је нарастао на око 30.000 људи до лета 1898. Изграђен од дрвета, изолован и нехигијенски, Досон је патио од пожара, високих цена и епидемија. Упркос томе, најбогатији копачи су трошили екстравагантно, коцкајући се и пијући у салонима. Аутохтони народ Хан, с друге стране, патио је од навале; насилно су премештени у резерват да би направили место за Клондајкере, и многи су преминули.
У периоду од 1898. до 1900. године за потребе превоза руде и рудара (копача) као и материјала потребних за рударе и насељена места уз пругу изграђена је пруга од Скагвеја у Аљасци до Вајтхорса у Канади. Пруга је позната под називом „White Pass and Yukon Route“.
Почевши од 1898. године, новине које су подстицале многе да путују на Клондајк изгубиле су интересовање за то. У лето 1899. откривено је злато у околини Нома на западу Аљаске, и многи копачи су напустили Клондајк према новим налазишта злата, означавајући крај Клондајксле грознице. Новоосноани градови су пропадали, а број становника Досон Ситија је опао. Производња злата у Клондајку достигла је врхунац 1903. године након што је доведена тежа опрема. Од тада, рудници у Клондајку се повремено отварали и затварали, а данас њихово наслеђе привлачи туристе у регион и доприноси његовом просперитету.